# Festival international du film policier de Liège
Le Festival international du film policier de Liège a été créé en 2007. Cédric Monnoye en est le directeur général et Didier Reynders le président d'honneur.
En 2009, un prix du jury jeunes ainsi qu'une section courts-métrages avec un prix à la clé sont ajoutés. En 2010, le prix du documentaire, le prix de la nouvelle policière, le prix Sang 9 de la BD et le Carrefour des comédiens font leur apparition.
Le festival se déroule au cinéma Palace situé au centre-ville de Liège.

## 2eédition(2008)

### Palmarès
| Prix                                           | Attribué à                                              | Pays |
| ---------------------------------------------- | ------------------------------------------------------- | ---- |
| Prix du meilleur film (Grand prix du Festival) | The Trap de Srdan Golubović                             |      |
| Prix du meilleur scénario                      | The Other Boy de Volker Einrauch (de) et Lothar Kurzawa |      |
| Prix du meilleur comédien                      | Nebojša Glogovac (en) dans The Trap                     |      |
| Prix de la meilleure comédienne                | Nataša Ninković dans The Trap                           |      |
| Prix du public                                 | Jar City de Baltasar Kormakur                           |      |

## 3eédition(2009)

### Palmarès

#### Insignes de Cristal
| Prix                                           | Attribué à                                                 | Pays |
| ---------------------------------------------- | ---------------------------------------------------------- | ---- |
| Prix du meilleur film (Grand prix du Festival) | Shoot on sight de Jag Mundhra                              |      |
| Prix du meilleur scénario                      | La ragazza del lago de Andrea Molaioli et Sandro Petraglia |      |
| Prix du meilleur acteur                        | Naseeruddin Shah dans Shoot on sight                       |      |
| Prix de la meilleure actrice                   | Birgit Minichmayr dans Der Knochenmann (The Bone Man)      |      |

#### Autres
| Prix                                          | Attribué à                                               | Pays |
| --------------------------------------------- | -------------------------------------------------------- | ---- |
| Prix du public                                | Daylight Robbery de Paris Leonti                         |      |
| Prix du court-métrage                         | Nous de Olivier Hems                                     |      |
| Prix jury jeune                               | The Bone Man de Wolfgang Murnberger                      |      |
| Prix du roman policier de la plume de cristal | Cinq leçons sur le crime et l’hystérie de Patricia Parry |      |

## 4eédition(2010)

### Palmarès

#### Insignes de Cristal
| Prix                                           | Attribué à                                                     | Pays |
| ---------------------------------------------- | -------------------------------------------------------------- | ---- |
| Prix du meilleur film (Grand prix du Festival) | Deliver us from the evil (Fri os fra det onde) de Ole Bornedal |      |
| Prix du meilleur scénario                      | Deliver us from the evil de Ole Bornedal                       |      |
| Prix du meilleur comédien                      | Jens Andersen dans Deliver us from the evil                    |      |
| Prix de la meilleure comédienne                | Camila Cruz dans Cano Dorado                                   |      |

#### Autres
| Prix                                          | Attribué à                                       | Pays |
| --------------------------------------------- | ------------------------------------------------ | ---- |
| Prix du public                                | Pantera negra de Lyari Wertta                    |      |
| Prix du jury jeune                            | Deliver us from the evil de Ole Bornedal         |      |
| Prix du documentaire                          | Mi vida dentro d’Olivier Meyrou                  |      |
| Prix du court-métrage                         | Bloody crumble d’Éric Périssé                    |      |
| Prix Belgacom du Tax-shelter                  | Violences d'été (production Banana films)        |      |
| Prix du roman policier de la plume de cristal | La femme que j'aimais de Franck Hériot           |      |
| Prix de la nouvelle policière                 | Les morsures de la vengeance de Jean-Paul Michel |      |
| Prix Sang 9 de la BD                          | Marc Malès pour Sous son regard                  |      |
| Lauréat du Carrefour des comédiens            | Sarah Grosjean                                   |      |

## 5eédition(2010)

### Palmarès

#### Insignes de Cristal
| Prix                                           | Attribué à                  | Pays |
| ---------------------------------------------- | --------------------------- | ---- |
| Prix du meilleur film (Grand prix du Festival) | Last Harbor de Paul Epstein |      |
| Prix du meilleur scénario                      | Last Harbor de Paul Epstein |      |
| Prix du meilleur comédien                      | Clint Dyer dans Sus         |      |
| Prix de la meilleure comédienne                | non décerné                 |      |

#### Autres
| Prix                                          | Attribué à | Pays |
| --------------------------------------------- | --- | ---- |
| Prix du public                                | 72 Dana de Danilo Šerbedžija                                                                                               |      |
| Prix du jury jeune                            | Kajinek de Peter Jakl |      |
| Prix du jury jeune européen                   | Seven X de Emil Jonsvik |      |
| Prix du documentaire                          | Victor de Cécile Verstraeten et Alice Verstraeten, et mention du jury pour Qui a tué les moines français ? de Romain Icard |      |
| Prix du court-métrage                         | Casse-pipe de Alex Jadin et Damien Jadin, Point de fuite de Benjamin D'Aoust                                               |      |
| Prix Belgacom du Tax-shelter                  | Tous les chats sont gris (Tarentula films)                                                                                 |      |
| Prix du roman policier de la plume de cristal | Xavier-Marie Bonnot pour Le pays oublié du temps                                                                           |      |
| Prix de la nouvelle policière                 | Marie-Claude Pools avec Charly le chat du jardin des remparts                                                              |      |
| Prix Sang 9 de la BD                          | Benjamin Fischer et Georges Van Linthout pour Braquages et bras cassés                                                     |      |
| Lauréat du Carrefour des comédiens            | Quentin Wasteels |      |

## 6eédition(2012)

### Palmarès

#### Insignes de Cristal
| Prix                                           | Attribué à                                                                          | Pays |
| ---------------------------------------------- | ----------------------------------------------------------------------------------- | ---- |
| Prix du meilleur film (Grand prix du Festival) | La Peur de l'eau (Fear of water) de Gabriel Pelletier                               |      |
| Prix du meilleur scénario                      | Bastard de Carsten Unger                                                            |      |
| Prix du meilleur acteur                        | Pierre-François Legendre dans La Peur de l'eau (Fear of water) de Gabriel Pelletier |      |
| Prix de la meilleure comédienne                | Sylvia Hoeks dans Gang of Oss (De Bende van Oss) d'André Van Duren                  |      |

#### Autres
| Prix                                                   | Attribué à                                                                | Pays |
| ------------------------------------------------------ | ------------------------------------------------------------------------- | ---- |
| Prix du public                                         | Am Ende des Tages de Peter Payer                                          |      |
| Prix du jury jeune                                     | Bastard de Carsten Unger                                                  |      |
| Prix du jury jeune européen                            | Bastard de Carsten Unger                                                  |      |
| Prix de la mise en scène (ajouté à la demande du jury) | Gang of Oss (De Bende van Oss) d'André Van Duren                          |      |
| Prix du meilleur documentaire                          | Vol spécial de Fernand Melgar                                             |      |
| Prix 13e rue - Documentaire                            | Action commerciale de Pascal Jaubert                                      |      |
| Prix du public - court-métrage                         | Esperanto de Sokol Reka                                                   |      |
| Prix Belgacom de la coproduction                       | Un monde truqué de Franck Ekinci et Christian Desmares (NEED Productions) |      |
| Prix du roman policier de la plume de cristal          | Tito Topin pour Des rats et des hommes                                    |      |
| Prix de la nouvelle policière                          | Michel Alomene pour Passe avec avenir                                     |      |
| Prix Sang 9 de la BD                                   | Hermann Huppen pour Une nuit de pleine lune                               |      |
| Lauréat du Carrefour des comédiens                     | Pierre Olivier                                                            |      |

## 7eédition(2013)

### Palmarès

#### Insignes de Cristal
| Prix                                           | Attribué à                                              | Pays |
| ---------------------------------------------- | ------------------------------------------------------- | ---- |
| Prix du meilleur film (Grand prix du Festival) | Grupo 7 de Alberto Rodriguez                            |      |
| Prix du meilleur scénario                      | Plan C de Max Porcelijn                                 |      |
| Prix du meilleur acteur                        | Scott Speedman dans Citizen Gangster de Nathan Morlando |      |
| Prix de la meilleure comédienne                | Gabriella Hamori dans The Exam de Peter Bergendy        |      |

#### Autres
| Prix                                               | Attribué à                                                   | Pays |
| -------------------------------------------------- | ------------------------------------------------------------ | ---- |
| Prix du public                                     | Opération Libertad de Nicolas Wadimoff                       |      |
| Prix du jury jeune                                 | Citizen Gangster de Nathan Morlando                          |      |
| Prix du jury jeune européen                        | Plan C de Max Porcelijn                                      |      |
| Prix du coup de cœur (ajouté à la demande du jury) | ACAB de Stefano Sollima                                      |      |
| Prix du meilleur documentaire                      | Ombres et Lumières de Charline Caron et Antonio Gomez Garcia |      |
| Prix 13e rue court-métrage                         | L'Encas de Christophe Caubel                                 |      |
| Prix du public court-métrage                       | À tout prix de Yann Danh                                     |      |
| Lauréat du Carrefour des comédiens                 | Florian Pâque                                                |      |
| Prix du roman policier de la Plume de Cristal      | L'Expatriée de Elsa Marpeau                                  |      |
| Prix de la nouvelle policière                      | La fin de Esther Lousberg                                    |      |

## 8eédition(2014)

### Palmarès

#### Insignes de Cristal
| Prix                                           | Attribué à                                           | Pays |
| ---------------------------------------------- | ---------------------------------------------------- | ---- |
| Prix du meilleur film (Grand prix du Festival) | 7th floor de Patxi Amezcua                           |      |
| Prix du meilleur scénario                      | Hermanos de sangre de Daniel De La Vega              |      |
| Prix du meilleur acteur                        | Spencer Lofranco dans Jamesy Boy de Trevor White     |      |
| Prix de la meilleure comédienne                | Nadeshda Brennicke dans Banklady de Christian Alvart |      |

#### Autres
| Prix                                          | Attribué à                                                | Pays |
| --------------------------------------------- | --------------------------------------------------------- | ---- |
| Prix du public                                | Milky Way de Joseph Incardona et Cyril Bron               |      |
| Prix 13e rue court-métrage                    | Titre indéterminé de Stéphane Papet                       |      |
| Prix du public court-métrage                  | Mr l'assassin X de Antonio Veiras et Lynn Devillaz        |      |
| Prix du jury jeune                            | 5 Years de Stefan Schaller                                |      |
| Prix du jury jeune européen                   | Banklady de Christian Alvart                              |      |
| Prix du meilleur documentaire                 | Ion d'Olivier Magis                                       |      |
| Mention spéciale du jury documentaire         | Crimes d'artistes de Nicolas Crousse et Thomas Van Zuylen |      |
| Gagnant du carrefour des comédiens            | Loelia Salvador                                           |      |
| Prix du roman policier de la Plume de Cristal | Veuve noire de Michel Quint                               |      |

## 9eédition(2015)

### Palmarès

#### Insignes de Cristal
| Prix                                           | Attribué à                                                 | Pays |
| ---------------------------------------------- | ---------------------------------------------------------- | ---- |
| Prix du meilleur film (Grand prix du Festival) | The mule d'Angus Sampson et Tony Mahony                    |      |
| Prix du meilleur scénario                      | Elephant Song de Charles Binamé                            |      |
| Prix du meilleur comédien                      | Angus Sampson dans The mule d'Angus Sampson et Tony Mahony |      |
| Prix de la meilleure comédienne                | Leven Rambin dans Minutes                                  |      |

#### Autres
| Prix                                                                | Attribué à                                        | Pays |
| ------------------------------------------------------------------- | ------------------------------------------------- | ---- |
| Prix du public (Prix exceptionnellement attribué à un documentaire) | Je Suis Femen d'Alain Margot                      |      |
| Prix du meilleur court métrage                                      | Vos Violences d'Antoine Raimbault                 |      |
| Prix de la critique – Meilleur court métrage                        | Les Eclaireurs de Benjamin Nuel                   |      |
| Prix du public - Meilleur court métrage                             | Vos Violences d'Antoine Raimbault                 |      |
| Prix du jury jeune                                                  | De Behandeling de Hans Herbots                    |      |
| Prix du jury jeune européen                                         | Elephant Song de Charles Binamé                   |      |
| Prix du meilleur documentaire                                       | La Nef Des Fous d'Eric d'Agostino et Patrick Lemy |      |
| Gagnant du carrefour des comédiens                                  | Clément Deboeur                                   |      |
| Prix littéraire de la Plume de Cristal                              | Imagine Le Reste de Hervé Commère                 |      |

## 10eédition(2016)

### Jury
- - Déborah François[1] (présidente du jury), comédienne  Belgique
  - Sophie Guillemin, comédienne  France
  - Jacques Boudet, comédien  France
  - Victoria Olloqui, comédienne  Espagne  Suisse
  - Karine Pinoteau, comédienne  France
  - Jean-Pierre Kalfon, comédien  France
  - Catherine Wilkening, comédien  France
  - Slimane Dazi, comédien  France
  - Fanny Anselme, mannequin  France
  - Jean-Jacques Rausin, comédien  Belgique

### Palmarès

#### Insignes de Cristal
| Prix                                           | Attribué à                                                                      | Pays     |
| ---------------------------------------------- | ------------------------------------------------------------------------------- | -------- |
| Prix du meilleur film (Grand prix du Festival) | Absolution de Petri Kotwica                                                     | Finlande |
| Prix du meilleur scénario                      | The Glorious Works of G.F. Zwaen (De Grote G.F. Zwaen) de Max Porcelijn         | Pays-Bas |
| Prix du meilleur comédien                      | Alessandro Borghi dans Mauvaise Graine (Non essere cattivo) de Claudio Caligari | Italie   |
| Prix de la meilleure comédienne                | Laura Birn dans Absolution de Petri Kotwica                                     | Finlande |

#### Autres
| Prix                                                | Attribué à                                              | Pays     |
| --------------------------------------------------- | ------------------------------------------------------- | -------- |
| Prix de la critique – Meilleur film                 | Absolution de Petri Kotwica                             | Finlande |
| Prix du public                                      | Personal guarantee (Garantia personal) de Rodrigo Rivas | Espagne  |
| Prix du jury jeune HEPL                             | Prophecy (Yokokuhan) de Yoshihiro Nakamura              | Japon    |
| Prix du jury jeune européen                         | Absolution de Petri Kotwica                             | Finlande |
| Prix du meilleur documentaire                       | Un vrai faussaire de Jean-Luc Léon                      | France   |
| Prix du meilleur court métrage – Grand prix du jury | Ice scream de Vincent Smitz                             | Belgique |
| Prix du meilleur court métrage - Prix du public     | Ice scream de Vincent Smitz                             | Belgique |
| Script-Dating – Premier prix                        | Food truck de Stéphane Hénocque                         | Belgique |
| Script-Dating – Deuxième prix                       | Au crépuscule de Noémie Toth                            | Belgique |
| Gagnant du carrefour des comédiens – Prix du jury   | Emeline Weickmans                                       |          |
| Gagnant du carrefour des comédiens – Prix du public | Quentin Saint-Georges                                   |          |
| Prix Belgique Loisirs de la Plume de Cristal        | Concerto pour quatre mains de Paul Colize               | Belgique |